# 第36普通科連隊
第36普通科連隊（だいさんじゅうろくふつうかれんたい、JGSDF 36th Infantry Regiment）は、陸上自衛隊伊丹駐屯地（兵庫県伊丹市）に駐屯する第3師団隷下の普通科連隊である。

## 概要
1962年（昭和37年）1月に第7普通科連隊第2大隊および第15普通科連隊等を基幹として、陸上自衛隊に36番目に編成された普通科連隊である。本部管理中隊、5個普通科中隊、重迫撃砲中隊により編成され、連隊長は、1等陸佐（二）が充てられている。
警備隊区は兵庫県阪神地域および大阪府北部・中部の25市4町。
訓練は主に長尾山演習場と饗庭野演習場で実施している。
また、方面総監部が所在する駐屯地に駐屯する唯一の普通科連隊である。
1995年（平成7年）1月17日午前5時46分に発生した阪神・淡路大震災では、最初期に救助活動を行った事で有名である。様々な不備により国・自治体レベルでの救助活動が遅れ、政府からの自衛隊への災害派遣要請がなされず、各駐屯地の自衛隊が待機せざるを得なかった中、近傍派遣を活用する事により、最初期（午前6時台）に出動することができた。

## 沿革
- 1962年（昭和37年）1月18日：第3管区隊の第3師団への改編に伴い、第7普通科連隊第2大隊および第15普通科連隊等を基幹として伊丹駐屯地に新編。
- 1992年（平成04年）3月27日：第3師団の近代化改編に伴い、自動車化連隊に改編。
- 1994年（平成06年）3月28日：部隊改編。

1. 第3対戦車隊の廃止に伴い、対戦車中隊を隷下に新編。
2. 普通科中隊に81mm迫撃砲 L16、重迫撃砲中隊に120mm迫撃砲 RTを配備。

- 2005年（平成17年）4月～9月：第6次イラク復興支援群（群長：鈴木純治1等陸佐）
- 2006年（平成18年）3月26日：部隊改編等。

1. 対戦車中隊を廃止し、第5普通科中隊が新編。
2. 中部方面隊の後方支援体制変換に伴い、本部管理中隊管理整備小隊等を廃止し整備部門を第3後方支援連隊第2整備大隊第2普通科直接支援中隊へ移管。

- 2011年（平成23年）2月～8月：ハイチ国際救援隊の第4次隊長として連隊長が現地に赴任。

## 部隊編成
- 第36普通科連隊本部
- 本部管理中隊「36普-本」
  - 中隊本部
  - 連隊本部班：82式指揮通信車
  - 情報小隊：軽装甲機動車、偵察用オートバイ
  - 施設作業小隊：小型ドーザ、資材運搬車
  - 通信小隊
  - 補給小隊：3 1/2tトラック
  - 衛生小隊：1トン半救急車
  - 狙撃班
- 第1普通科中隊「36普-1」：高機動車、81mm迫撃砲 L16、01式軽対戦車誘導弾
- 第2普通科中隊「36普-2」：高機動車、81mm迫撃砲 L16、01式軽対戦車誘導弾
- 第3普通科中隊「36普-3」：高機動車、81mm迫撃砲 L16、01式軽対戦車誘導弾
- 第4普通科中隊「36普-4」：高機動車、81mm迫撃砲 L16、01式軽対戦車誘導弾
- 第5普通科中隊「36普-5」- 軽装甲機動車化中隊：軽装甲機動車、81mm迫撃砲 L16、01式軽対戦車誘導弾
- 重迫撃砲中隊「36普-重」：120mm迫撃砲 RT

## 整備支援部隊
- 本部管理中隊管理整備小隊「36普-本」（伊丹駐屯地）：1962年（昭和37年）1月18日（新編）から2006年（平成18年）3月26日までの間。
- 第3後方支援連隊第2整備大隊第2普通科直接支援中隊「3後方-2整-2」（伊丹駐屯地）：2006年（平成18年）3月27日から

## 主要幹部
| 官職名           | 階級    | 氏名     | 補職発令日     | 前職                  |
| ---------------- | ------- | -------- | -------------- | --------------------- |
| 第36普通科連隊長 | 1等陸佐 | 早田知弘 | 2024年08月01日 | 第14旅団司令部第3部長 |

| 代 | 氏名         | 在職期間                        | 前職                                                    | 後職                                                      |
| -- | ------------ | ------------------------------- | ------------------------------------------------------- | --------------------------------------------------------- |
| 01 | 池之上貞己   | 1962年01月18日 - 1964年03月15日 | 第7普通科連隊付                                         | 第1空挺団副団長                                           |
| 02 | 佐々木時四郎 | 1964年03月16日 - 1966年03月15日 | 陸上自衛隊幹部学校学校教官                              | 陸上自衛隊富士学校 普通科教育部副部長 兼 同校同部教務課長 |
| 03 | 近藤清       | 1966年03月16日 - 1968年03月15日 | 陸上幕僚監部第1部総括班長                               | 西部方面総監部幕僚副長                                    |
| 04 | 片山和彦     | 1968年03月16日 - 1970年03月15日 | 陸上幕僚監部第1部業務班長                               | 自衛隊京都地方連絡部長                                    |
| 05 | 永山貢       | 1970年03月16日 - 1972年03月15日 | 第3師団司令部第3部長                                    | 中部方面総監部第1部長                                     |
| 06 | 増田篤       | 1972年03月16日 - 1973年07月15日 | 西部方面総監部第3部勤務                                 | 陸上自衛隊幹部学校研究員                                  |
| 07 | 笠井昭夫     | 1973年07月16日 - 1975年03月16日 | 第3師団司令部第4部長                                    | 陸上自衛隊幹部学校学校教官                                |
| 08 | 首藤愛明     | 1975年03月17日 - 1977年03月15日 | 北富士駐とん地業務隊長                                  | 自衛隊佐賀地方連絡部長                                    |
| 09 | 高木重男     | 1977年03月16日 - 1978年11月30日 | 陸上幕僚監部第2部別室第3科長                            | 陸上自衛隊富士学校普通科部 教育課長                       |
| 10 | 宮本直躬     | 1978年12月01日 - 1980年07月31日 | 陸上自衛隊幹部学校学校教官                              | 陸上幕僚監部教育訓練部訓練課 訓練班長                     |
| 11 | 重松惠三     | 1980年08月01日 - 1983年03月15日 | 陸上幕僚監部監理部総務課 広報班長                       | 陸上幕僚監部人事部補任課長                                |
| 12 | 長尾哲吾     | 1983年03月16日 - 1985年03月15日 | 第5師団司令部第3部長                                    | 陸上幕僚監部教育訓練部訓練課 評価班長                     |
| 13 | 茅原郁生     | 1985年03月16日 - 1987年03月15日 | 西部方面総監部調査部調査課長                            | 陸上幕僚監部調査部                                        |
| 14 | 市橋史麿     | 1987年03月16日 - 1988年07月31日 | 陸上幕僚監部監理部法務課長                              | 中部方面総監部付                                          |
| 15 | 中野亮一     | 1988年08月01日 - 1990年07月31日 | 陸上自衛隊調査学校学校教官                              | 第2混成団副団長                                           |
| 16 | 宮崎昭三     | 1990年08月01日 - 1992年11月30日 | 陸上幕僚監部防衛部運用課 運用第2班長                    | 西部方面総監部総務部長                                    |
| 17 | 黒川雄三     | 1992年12月01日 - 1995年03月22日 | 東部方面調査隊長                                        | 自衛隊香川地方連絡部長                                    |
| 18 | 渡邉正樹     | 1995年03月23日 - 1998年03月31日 | 統合幕僚学校学校教官                                    | 東千歳駐屯地業務隊長                                      |
| 19 | 遠藤直義     | 1998年04月01日 - 2000年06月29日 | 第12師団司令部第4部長                                   | 陸上自衛隊富士学校普通科部 教育課長                       |
| 20 | 陣内透       | 2000年06月30日 - 2002年07月31日 | 陸上自衛隊富士学校総務部 総務課長                       | 陸上自衛隊小平学校情報教育部長                            |
| 21 | 古河克樹     | 2002年08月01日 - 2004年07月31日 | 統合幕僚会議事務局第3幕僚室 企画官 兼 運用第2班長       | 東北方面総監部調査部長                                    |
| 22 | 鈴木純治     | 2004年08月01日 - 2006年03月26日 | 陸上幕僚監部装備部装備計画課 後方計画班長               | 陸上幕僚監部人事部補任課長                                |
| 23 | 六畑方之     | 2006年03月27日 - 2008年07月31日 | 北部方面総監部調査部調査課長                            | 陸上自衛隊東北方面情報保全隊長                            |
| 24 | 佐藤正典     | 2008年08月01日 - 2010年07月31日 | 陸上幕僚監部運用支援・情報部付                          | 自衛隊三重地方協力本部長                                  |
| 25 | 足立寧達     | 2010年08月01日 - 2013年03月31日 | 第9師団司令部第3部長                                    | 陸上自衛隊幹部候補生学校学生隊長                          |
| 26 | 近藤力也     | 2013年04月01日 - 2015年03月31日 | 東北方面総監部防衛部防衛課長                            | 東部方面指揮所訓練支援隊長                                |
| 27 | 鹿子島洋     | 2015年04月01日 - 2017年03月22日 | 陸上幕僚監部人事部募集・援護課 募集班長                 | 自衛隊三重地方協力本部長                                  |
| 28 | 早崎和寿     | 2017年03月23日 - 2019年03月22日 | 第3陸曹教育隊長                                         | 陸上自衛隊教育訓練研究本部勤務                            |
| 29 | 伊藤博幸     | 2019年03月23日 - 2021年07月31日 | 東北方面総監部防衛部訓練課長                            | 陸上自衛隊補給統制本部総務部総務課長                      |
| 30 | 三島健司     | 2021年08月01日 - 2023年12月21日 | 陸上幕僚監部指揮通信システム・情報部 情報課武官業務班長 | 防衛大学校教授                                            |
| 31 | 古賀理都靖   | 2023年12月22日 - 2024年07月31日 | 富士教導団本部高級幕僚                                  | 第3師団司令部付                                           |
| 32 | 早田知弘     | 2024年08月01日 -                | 第14旅団司令部第3部長                                   |                                                           |

## 主要装備
- 81mm迫撃砲 L16
- 120mm迫撃砲 RT
- 軽装甲機動車（通称LAV）
- 高機動車
- 1/2tトラック / 73式小型トラック
- 1 1/2tトラック / 73式中型トラック
- 3 1/2tトラック / 73式大型トラック
- 89式5.56mm小銃
- 5.56mm機関銃MINIMI
- 84mm無反動砲

## 廃止（改編）部隊
- 2006年（平成18年）3月26日廃止
  - 第36普通科連隊対戦車中隊「36普-対戦」（伊丹駐屯地）：第5普通科中隊に改編。
  - 第36普通科連隊本部管理中隊管理整備小隊「36普-本」（伊丹駐屯地）：整備部門を第3後方支援連隊第2整備大隊第2普通科直接支援中隊へ移管。

## 警備隊区
兵庫県阪神地域の7市1町、および大阪府中部・北部の18市3町を担任する。
- 第1普通科中隊：兵庫県伊丹市、宝塚市、川西市、三田市、猪名川町
- 第2普通科中隊：大阪府大阪市、八尾市、柏原市、東大阪市
- 第3普通科中隊：大阪府豊中市、池田市、箕面市、豊能町、能勢町
- 第4普通科中隊：大阪府吹田市、高槻市、茨木市、摂津市、島本町
- 第5普通科中隊：大阪府守口市、枚方市、寝屋川市、大東市、門真市、四條畷市、交野市
- 重迫撃砲中隊：兵庫県尼崎市、西宮市、芦屋市